# Parafia Miłosierdzia Bożego w Stargardzie
Parafia pw. Miłosierdzia Bożego w Stargardzie – rzymskokatolicka parafia należąca do dekanatu Stargard Zachód, archidiecezji szczecińsko-kamieńskiej, metropolii szczecińsko-kamieńskiej. Erygowana w roku 1986. 22 lipca 2007 roku w okolicach Grenoble we Francji miała miejsce katastrofa autokaru, w którym uczestniczyło 26 osób z parafii Miłosierdzia Bożego. 

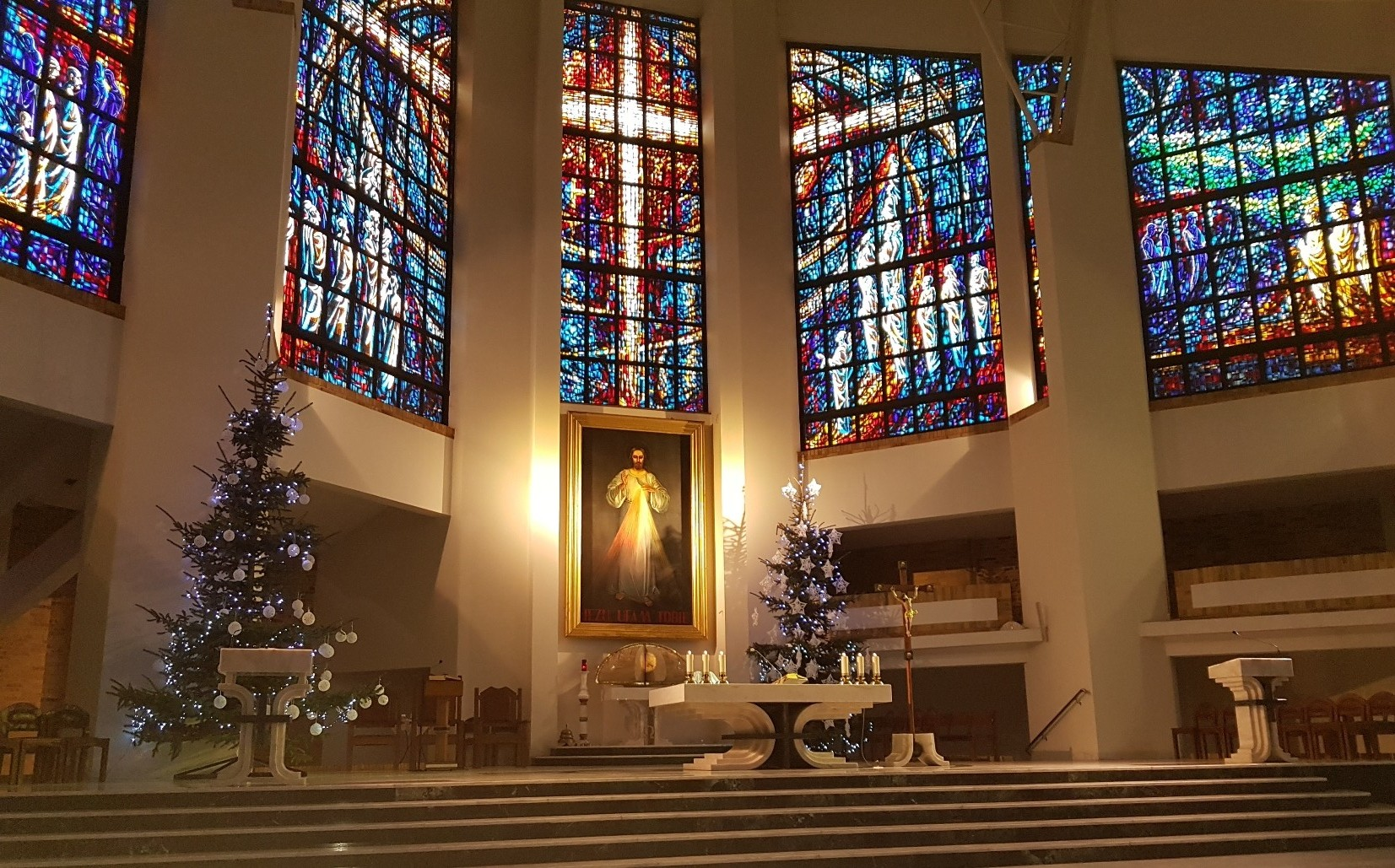
Ołtarz kościoła parafialnego

## Kościół parafialny
Kościół Miłosierdzia Bożego w Stargardzie

## Kościoły filialne i kaplice
- Kościół filialny pw. Matki Bożej Nieustającej Pomocy w Lipniku[2]
- Kaplica pw. św. Pawła w więzieniu w Zakładzie Karnym[2][3]

## Obszar parafii

### Miejscowości i ulice
W granicach parafii znajdują się miejscowości:
- Lipnik

oraz osiedla Stargardu
- Zachód,
- Hallera,
- Letnie,

a także Zakład Karny w Stargardzie.

## Budowle parafialne

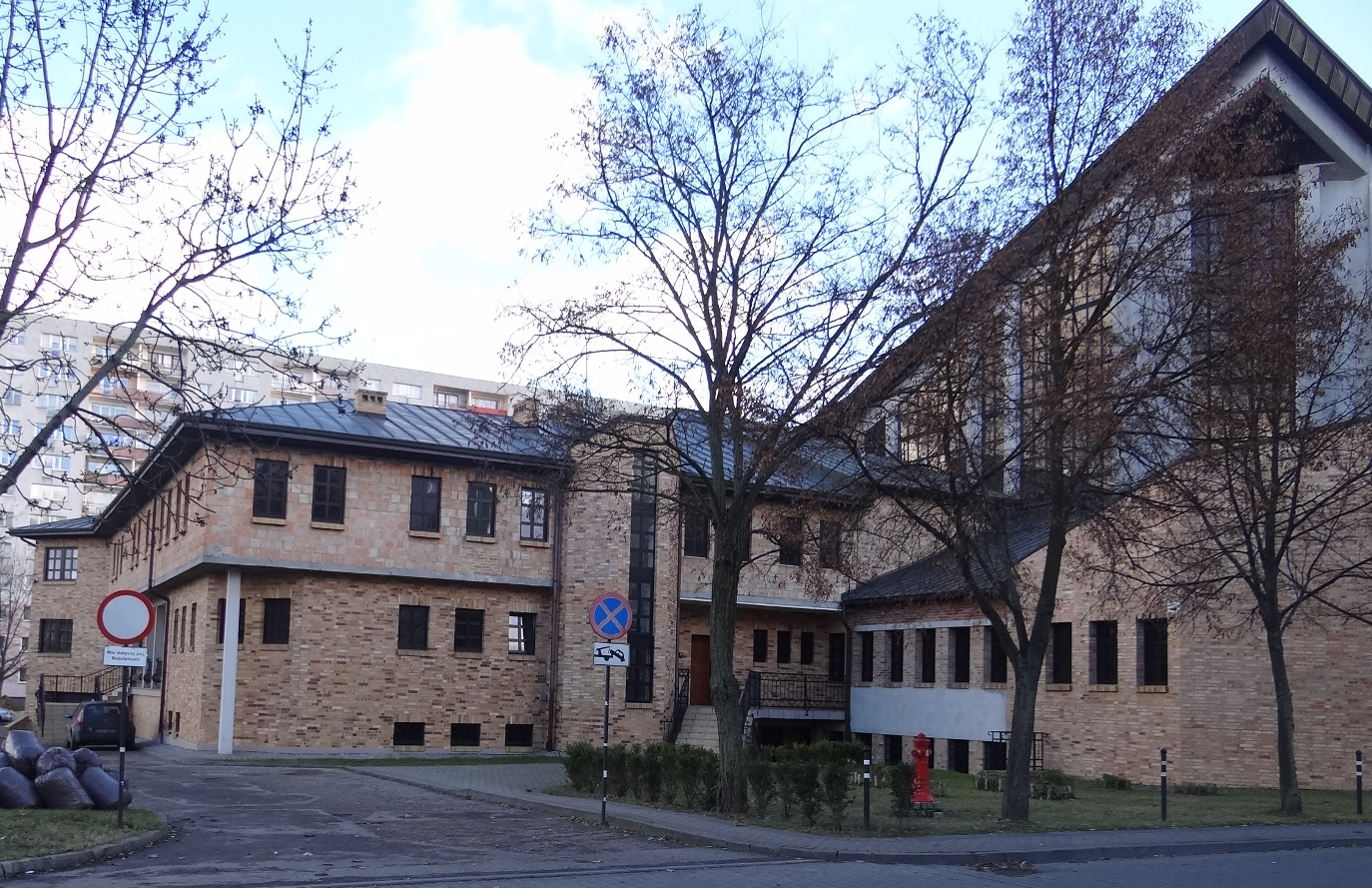
Plebania parafii

### Plebania
Plebania dysponuje mieszkaniami dla księży pracujących w parafii oraz pomieszczenia dla sióstr zakonnych i dla wspólnot

## Działalność parafialna

### Msze Święte i nabożeństwa
Frekwencja na niedzielnej mszy wynosi około 30%. W 2003 r. rozdano 205 tys. komunii św. Regularnie nawiedza się 80 chorych, liczba wiernych: 20 326

#### Msze Święte
W niedzielę msza św. jest odprawiana w tutejszej parafii o godz. 7.00, 8.00, 9.30 (młodzieżowa), 11.00 (dla dzieci), 12.30 (chrzcielna), 15.00 (dla dzieci pierwszokomunijnych), 16.30, 18.30, 19.30. 
W dzień powszedni są msze św. o godz. 7.00, 17.00 i 18.00.
Msza św. odprawiana w niedziele: 10.00 w Lipniku i w Zakładzie Karnym w sobotę o 17.00
W dzień powszedni odprawiana: 17.00 w czwartki w Lipniku i w Zakładzie Karnym